# Vera Egito
Vera Egito (São Paulo, abril de 1982) é uma cineasta, roteirista e diretora brasileira.
Dirigiu e roteirizou os curtas, Espalhadas pelo ar (2007),Elo (2008), selecionado para a Semana da Crítica, no Festival de Cannes e o longa Amores Urbanos (2016). É co-roteirista de Serra Pelada (filme) junto a Heitor Dhalia. Além de  assinar o roteiro de Elis (2016) e Todas as Canções de Amor (2018). Dirigiu diversos videoclipes e sua mais recente criação é a serie da HBO Todxs Nós (2020).

## Biografia
Nascida em São Paulo Capital em 1982. É filha do fotografo paulista Luis Vellez , esse contato impulsionou-a para o caminho cinematográfico. ingressou na ECA-USP em audiovisual  , já no seu segundo ano na universidade começou sua carreira, trabalhando com filmes universitários, publicidade e videos institucionais. Em 2005 começou a parceria com Heitor Dahlia colaborando no roteiro do filme À deriva que estreiou 4 anos depois. 2006 foi assistente de direção do longa- metragem O Cheiro do Ralo o que possibilitou mais conhecimento nos sets de filmagem. No ano de 2007 Vera escreveu o seu TCC que originou o filme Espalhadas pelo Ar , curta- metragem renomado da diretora, no mesmo ano, contemplara pelo premio estimulo, a diretora realizou o filme Elo roteirizado sobre um conto de sua autoria . Os dois filmes realizados na universidade foram selecionados para a semana critica do festival de Cannes, Ambos têm um quê biográfico da vida de Vera e retratam meninas enfrentando o rito de passagem para a idade adulta. Vera teve de escolher entre ter um Curta na competição ou exibir os dois na semana critica. A escolha impulsionou a carreira de cineasta, possibilitando entrar de vez no mercado como diretora e emplacar ideias com mais facilidade. Após Cannes Egito passou a integrar o time de diretores da Paranoid BR, braço brasileiro da produtora americana Paranoid US, dirigindo assim, videoclipes como - Você não vale nada - Tiê (cantora), “Nightwalker- Thiago Pethit, Lalala- Karol Conka, grande filmes publicitários e seu primeiro Longa-metragem em 2014 , Amores Urbanos.  Em 2016 assinou o roteiro de Serra Pelada (filme).
Recentemente dirigiu o programa da Gnt Viva Voz (programa de televisão) iniciado em 2012 e que já possui 6 temporadas. Além disso estreou em 2020 a série de sua criação Tdxs Nós da HBO, que retrata  a diversidade de gênero da juventude, narrando o cotidiano de pessoas marginalizadas pelo sexo, orientação, identidade e cor.

## Filmografia
- 2007 — Espalhadas pelo Ar (curta-metragem, ficção - Roteiro e Direção)[7]
- 2007 - O Cheiro do Ralo (longa-metragem, ficção - Assistente de direção)
- 2008 — Elo (curta-metragem, ficção - Roteiro e Direção). Selecionado na Semana da Crítica do Festival de Cannes[8][9]
- 2009 — À Deriva (longa-metragem, ficção) - Colaboração no Roteiro)
- 2012 - Viva Voz (programa de televisão) (Programa de televisão - Direção)
- 2016 - Amores Urbanos (longa-metragem , ficção - Roteiro e Direção)
- 2016 - Serra Pelada (filme) (longa-metragem , ficção - Co-roteirista)
- 2020 - Tdxs Nós (série de televisão, ficção - Criação e Direção)